# US Anconitana
Unione Sportiva Anconitana Associazione Sportiva Dilettantistica (znany także jako US Ancona) – włoski klub piłkarski, założony w 1905 roku, mający siedzibę w mieście Ankona. W sezonie 2013/14 awansowała do Serie C.

## Historia
Chronologia nazw:
- 1905: Unione Sportiva Anconitana
- 1922: Unione Sportiva Anconitana – po fuzji z Folgore Ancona
- 1927: Società Sport Ancona – po fuzji z S.E.F. Stamura
- 1929: Società Sportiva Anconitana
- 1932: Unione Sportiva Anconitana-Bianchi – po fuzji z Società Sportiva Emilio Bianchi
- 1945: Unione Sportiva Anconitana
- 1983: Ancona Calcio
- 2004: klub rozwiązano
- 2004: Associazione Calcio Ancona
- 2010: klub rozwiązano
- 2010: Società Sportiva Dilettantistica Unione Sportiva Ancona 1905
- 2014: Unione Sportiva Ancona 1905
- 2017: Klub rozwiązano
- 2017: Unione Sportiva Anconitana Associazione Sportiva Dilettantistica

Piłkarski klub Unione Sportiva Anconitana został założony w miejscowości Ancona 5 marca 1905 roku. Do 1915 roku zespół występował w rozgrywkach regionalnych, a po zakończeniu I wojny światowej startował w sezonie 1919/20 w Mistrzostwach regionu Marche. Wygrał grupę Prima Categoria mistrzostw zorganizowanych przez ULIC, ale potem w półfinale o mistrzostwo ULIC przegrał 2-5 z Argentero Turyn. W sezonie 1920/21 nie brał udziału, a w następnym sezonie 1921/22 był drugim w grupie półfinałowej A Prima Divisione Lega Sud federacji CCI. W listopadzie 1922 do klubu dołączył miejscowy rywal Folgore Ancona. W 1927 po fuzji z S.E.F. Stamura zmienił nazwę na Società Sport Ancona, a w 1929 fuzja rozpadła się i klub przyjął nazwę Società Sportiva Anconitana. 12 lipca 1932 odbyła się kolejna fuzja z Società Sportiva Emilio Bianchi, po czym klub przyjął nazwę Unione Sportiva Anconitana-Bianchi. W 1937 klub awansował do Serie B.
Przed II wojną światową klub na ogół występował w Serie B. Jednak po wojnie spadł o szczebel niżej i aż do 1988 roku nie potrafił awansować na szczebel 2. ligi włoskiej. W 1945 po rozpadzie fuzji klub przyjął nazwę Unione Sportiva Anconitana. W 1983 zmienił nazwę na Ancona Calcio 1905. Gdy trenerem klubu został Vincenzo Guerini, klub awansował do Serie B, a potem do Serie A. Jednak zajął tam 17. miejsce i po roku został zdegradowany. Kibice Ancony pamiętają jednak takie mecze, jak choćby wygrana 3:0 z Interem Mediolan. W Ankonie grali wówczas tacy gracze, jak: pomocnik Lajos Détári, skrzydłowy Fabio Lupo i napastnik Massimo Agostini – i to oni stanowili wówczas o sile drużyny.
Klub w tamtym roku awansował również do finału Pucharu Włoch, jednak przegrał w nim wysoko z Sampdorią. W 1996 roku klub spadł z drugiej ligi, potem do niej powrócił i w 1998 roku spadł ponownie. W 2000 roku Ancona znów grała w Serie B, a w 2003 roku wróciła do Serie A.
W sezonie 2003/2004 grała w Serie A. Zakończyła wówczas sezon na ostatnim miejscu, spadając do Serie B. W 2004 klub najpierw ogłosił o bankructwie, ale wkrótce został reaktywowany jako Associazione Calcio Ancona.
Drugi sezon Ancony w Serie A był jednym z najgorszych w historii rozgrywek tej ligi. Drużyna zanotowała rekordową passę 28 kolejnych meczów bez zwycięstwa. Na dodatek Ancona zdobyła tylko 13 punktów w lidze. To wszystko było preludium do bankructwa zespołu i spadku do Serie C2. W sezonie 2005/2006 zespół awansował do Serie C1. Natomiast już po dwóch sezonach nastąpił kolejny awans, tym razem do Serie B. W 2010 ponownie ogłoszono upadłość klubu.
Aby zachować tradycje klubu w 2010 innemu klubowi z Ancony, SS Piano San Lazzaro zmieniono nazwę na US Ancona 1905. Klub ten nie jest jednak prawowitym spadkobiercą trofeów i tytułów klubu Ancona Calcio 1905. W 2011 awansował do Serie D, a w sezonie 2014/15 Ancona startowała w Lega Pro.